# Natural Science Collections Alliance
De Natural Science Collections Alliance is een Amerikaans non-profit-samenwerkingsverband dat zich richt op de ondersteuning van natuurwetenschappelijke collecties, hun menselijke middelen, de instituten die de collecties  huisvesten en hun onderzoeksactiviteiten. De organisatie heeft haar hoofdkwartier in Washington D.C.
Leden van de associatie maken deel uit van een internationale gemeenschap van museums, botanische tuinen, herbaria, universiteiten en andere instituten die natuurwetenschappelijke collecties herbergen en deze gebruiken voor onderzoek, tentoonstellingen en onderwijs. 

## Selectie van institutionele leden
- American Museum of Natural History
- Arnold Arboretum
- Botanical Research Institute of Texas
- Brooklyn Botanic Garden
- California Academy of Sciences
- Chicago Botanic Garden
- Cornell University
- Duke University, Department of Biology
- Field Museum of Natural History
- Harvard Museum of Natural History
- Missouri Botanical Garden
- Morton Arboretum
- Museum of Comparative Zoology
- National Tropical Botanical Garden
- New York Botanical Garden
- North Carolina Botanical Garden
- North Carolina Museum of Natural Sciences
- National Museum of Natural History
- Texas A&M University - Department of Entomology
- Texas A&M University - Department of Rangeland Ecology and Management
- Texas A&M University - Department of Wildlife and Fisheries Sciences

## Selectie van geaffilieerde leden
- American Institute of Biological Sciences
- American Society of Plant Taxonomists
- Botanical Society of America
- Mycological Society of America
- Society for Economic Botany